# Хассельбайнк, Джимми Флойд
Дже́ррел Хассельба́йнк (нидерл. Jerrel Hasselbaink; 27 марта 1972, Парамарибо, Суринам), более известный как Джи́мми Фло́йд Хассельба́йнк (нидерл. Jimmy Floyd Hasselbaink) — нидерландский футболист и футбольный тренер. Выступал на позиции нападающего.

## Карьера

### Начало карьеры
Хассельбайнк начал свою профессиональную карьеру в клубе «Телстар» в 1990 году, через год он перешёл в «АЗ Алкмар», где задержался до 1993 года, забив в чемпионате Нидерландов 46 матчах 5 мячей. Сезон 1993/94 Хассельбайнк пропустил, не найдя себе клуба, готового подписать с ним контракт, и был вынужден играть в любительской «Нон-Лиге» для поддержания спортивной формы.
В августе 1995 года Хассельбайнк переезжает в Португалию, чтобы играть за клуб низшего португальского дивизиона «Кампомайоренше». Отыграв там один сезон, Джимми Флойд переходит в клуб высшей португальской лиги «Боавишта», где в первый же сезон забивает 20 мячей в 29 матчах чемпионата Португалии и выигрывает вместе с командой Кубок Португалии.
Результативность Хасселбайнка обратила на себя внимание тренеров нескольких европейских клубов. Игрок из нескольких вариантов выбрал предложение от клуба Английской Премьер-лиги «Лидс Юнайтед» и переехал на Туманный Альбион за 2 млн фунтов в июне 1997 года. В «Лидсе» Хассельбайнк продолжал показывать высокую результативность: 23 гола за первый сезон в команде и 21 гол в сезоне 1998/99 помогают «Лидсу» занять высокое 4-е место в чемпионате Англии, а Хассельбайнк в том же году становится лучшим бомбардиром турнира с 18-ю мячами.
В 1999 году Хассельбайнк потребовал у «Лидса» увеличения заработной платы по контракту, но получил отказ и стал искать себе новый клуб. В итоге он перешёл в мадридский «Атлетико» за 12 млн фунтов. За сезон в испанской команде Хассельбайнк забил 32 гола (24 в «Примере» в 34 матчах), но из-за кризиса в руководстве клуба, команда выступила неудачно и по итогам сезона 1999/2000 вылетела в Сегунду. Единственным успехом «Атлетико» в том сезоне можно было считать лишь выход в финал Кубка Короля.

### «Челси»
Уже в следующем сезоне Хассельбайнк возвращается в Англию, будучи проданным в «Челси» за 15 млн фунтов и сформировав ударную связку с другим форвардом команды, исландцем Эйдуром Гудьонсеном. В первый год в «Челси» Хассельбайнк забивает 23 гола в 35 матчах английской Премьер-лиги, включая 4 мяча, забитых в одном матче с «Ковентри», став лучшим бомбардиром в английском первенстве. Во второй сезон в составе лондонского клуба Хассельбайнк забивает 29 мячей, помогая «Челси» дойти до финала Кубка Англии (где клуб проиграл 0:2), в самом финале голландец участия не принимал из-за травмы. Когда Хассельбайнк восстановился после травмы, его результативность немного упала: в сезоне 2002/03 он забил 11 мячей в 27 матчах, а в сезоне 2003/04 — 17 мячей, которые позволили ему стать лучшим бомбардиром команды, несмотря на конкуренцию со стороны пришедших в клуб нападающих Эрнана Креспо и Адриана Муту. В 2004 году, когда контракт Хассельбайнка с «Челси» закончился, футболист не захотел продлевать соглашение. Всего за «Челси» Хассельбайнк забил 87 мячей в 177 проведённых матчах разных турниров.

### Английская премьер-лига
Перед началом сезона 2004/05 Хассельбайнк в статусе свободного агента переходит в «Мидлсбро», в первый год в команде голландец забил 13 мячей в 36 матчах. На следующий год «Мидлсбро» с Хассельбайнком достигает финала Кубка УЕФА, но там разгромно проигрывает «Севилье» 0:4. В 2006 году Хассельбайнка случился конфликт с бывшим партнёром по команде, ставшим новым тренером «Боро» Гаретом Саутгейтом, и нидерландский футболист решил сменить команду. У нападающего было предложение от шотландского «Селтика», но запрошенная игроком заработная плата — 40 000 фунтов в неделю — отпугнула шотландцев от Джимми-Флойда, а на меньшую сумму в контракте Хассельбайнк не соглашался.
11 июля 2006 года Хассельбайнк переходит в «Чарльтон Атлетик». Первый гол за «Чарльтон» Хассельбайнк забил в ворота своей бывшей команды, «Челси», 9 сентября на «Стэмфорд Бридж», но сам футболист гол не отпраздновал из уважения к поклонникам «Челси», которые, в свою очередь, удостоили игрока аплодисментами. Так же Хассельбайнк отметился голом в ворота другого своего бывшего клуба — «Мидлсбро» — 13 января 2007 года. 14 мая 2007 года, ещё до окончания однолетнего контракта, Хассельбайнк по обоюдному согласию с клубом покинул «Чарльтон».
В 2007 году Хассельбайнк выступил в прессе с заявлениями о незаконных премиях в 2004 году в «Челси» после победы в Лиге чемпионов его бывшего клуба над «Арсеналом», но расследование, инициированное Премьер-лигой, в связи с этим инцидентом, правда, результата не принесло.
После ухода из «Чарльтона» Хассельбайнк занимался поисками новой команды. В августе ему поступило предложение от «Лестер Сити», Хассельбайнк присоединился к тренировкам клуба 14 августа 2007 года, но «Лестер» неожиданно решил не подписывать соглашение с футболистом.
16 августа Хассельбайнк перешёл в клуб «Кардифф Сити», создав в команде связку с бывшим форвардом «Ливерпуля» Робби Фаулером. Оба футболиста дебютировали в «Кардиффе» в матче на Кубок Лиги с командой «Лейтон Ориент». 19 сентября 2007 года Хассельбайнк забил свой первый гол за «Кардифф», поразив ворота «Уотфорда». Весь сезон в клубе Хассельбайнк оставался главным нападающим команды, лишь изредка уступая место Стивену Томпсону, но редко доигрывал матчи до конца — он уставал по причине возраста, и его меняли. «Кардифф» провёл сезон довольно ровно, а в конце года, впервые за 81 год, достиг финала Кубка Англии, но там проиграл «Портсмуту».
В 2008 году после того, как «Кардифф» отказался продлевать контракт с Хассельбайнком, тот занялся поисками новой команды. 16 августа 2008 года Хассельбайнк был замечен на матче между «Норвич Сити» и «Блэкпулом», получив личное приглашение от президента «Норвича» Роджера Манби, однако 29 августа тренер клуба Глен Рёдер сказал, что «Норвич» не намерен подписывать контракт с Хассельбайнком. Помимо «Норвича», у Хассельбайнка не было предложений, которые бы его устраивали, и он завершил футбольную карьеру.
Всего Хассельбайнк провёл в чемпионатах (высшие лиги) 4 стран (Нидерланды, Португалия, Испания и Англия) 433 матча и забил 185 голов.

### Тренерская
21 июля 2011 года вошёл в тренерский штаб английского клуба «Ноттингем Форест» в качестве ассистента главного тренера Стива Макларена под руководством которого отыграл 2 сезона (2004/05 — 2005/06) за «Мидлсбро».
29 мая 2013 года Хассельбайнк возглавил клуб «Антверпен», однако в мае следующего года Хассельбайнк решил не продлевать контракт с бельгийским клубом.
13 ноября 2014 года Хассельбайнк стал главным тренером клуба четвёртой английской лиги «Бертон Альбион» и по итогам сезона вывел клуб в Лигу 1.
4 декабря 2015 года Хасселбайнк стал главным тренером «Куинз Парк Рейнджерс», выступающий в чемпионшипе. Почти через год, 6 ноября 2016 года, руководство «Куинз Парк Рейнджерс» решило уволить его из-за неудовлетворительных результатов: на момент отставки у команды было всего 20 очков, заработанных в 16-ти турах.
4 сентября 2017 года возглавил клуб «Нортгемптон Таун», занимавший последнее место в турнирной таблице Лиги 1, однако был уволен 3 апреля 2018 года.
2 января 2021 года вновь возглавил «Бертон Альбион». На момент прихода Джимми команда шла последней в турнирной таблице Лиги 1.

## Мемуары
7 ноября 2005 года футболист выпустил в Лондоне в издательстве «ХарперКоллинз» свои мемуары «Джимми: Автобиография Джимми Флойда Хассельбайнка» (Jimmy: The Autobiography of Jimmy Floyd Hasselbaink, HarperCollins Publishers, London).

## Статистика

### Матчи Хассельбайнка за сборную Нидерландов
| Матчи Хассельбайнка за сборную Нидерландов | Матчи Хассельбайнка за сборную Нидерландов | Матчи Хассельбайнка за сборную Нидерландов | Матчи Хассельбайнка за сборную Нидерландов | Матчи Хассельбайнка за сборную Нидерландов | Матчи Хассельбайнка за сборную Нидерландов |
| ------------------------------------------ | ------------------------------------------ | ------------------------------------------ | ------------------------------------------ | ------------------------------------------ | ------------------------------------------ |
| №                                          | Дата                                       | Соперник                                   | Счёт                                       | Голы Хассельбайнка                         | Соревнование                               |
| 1                                          | 27 мая 1998                                | Камерун                                    | 0:0                                        | —                                          | Товарищеский матч                          |
| 2                                          | 1 июня 1998                                | Парагвай                                   | 5:1                                        | 1                                          | Товарищеский матч                          |
| 3                                          | 5 июня 1998                                | Нигерия                                    | 5:1                                        | 1                                          | Товарищеский матч                          |
| 4                                          | 13 июня 1998                               | Бельгия                                    | 0:0                                        | —                                          | Чемпионат мира 1998                        |
| 5                                          | 25 июня 1998                               | Мексика                                    | 2:2                                        | —                                          | Чемпионат мира 1998                        |
| 6                                          | 18 августа 1999                            | Дания                                      | 0:0                                        | —                                          | Товарищеский матч                          |
| 7                                          | 23 февраля 2000                            | Германия                                   | 2:1                                        | —                                          | Товарищеский матч                          |
| 8                                          | 26 апреля 2000                             | Шотландия                                  | 0:0                                        | —                                          | Товарищеский матч                          |
| 9                                          | 15 ноября 2000                             | Испания                                    | 2:1                                        | 1                                          | Товарищеский матч                          |
| 10                                         | 24 марта 2001                              | Андорра                                    | 5:0                                        | 1                                          | Чемпионат мира 2002 (отбор)                |
| 11                                         | 28 марта 2001                              | Португалия                                 | 2:2                                        | 1                                          | Чемпионат мира 2002 (отбор)                |
| 12                                         | 25 апреля 2001                             | Кипр                                       | 4:0                                        | 1                                          | Чемпионат мира 2002 (отбор)                |
| 13                                         | 2 июня 2001                                | Эстония                                    | 4:2                                        | —                                          | Чемпионат мира 2002 (отбор)                |
| 14                                         | 15 августа 2001                            | Англия                                     | 2:0                                        | —                                          | Товарищеский матч                          |
| 15                                         | 1 сентября 2001                            | Ирландия                                   | 0:1                                        | —                                          | Чемпионат мира 2002 (отбор)                |
| 16                                         | 5 сентября 2001                            | Эстония                                    | 5:0                                        | —                                          | Чемпионат мира 2002 (отбор)                |
| 17                                         | 10 ноября 2001                             | Дания                                      | 1:1                                        | 1                                          | Товарищеский матч                          |
| 18                                         | 13 февраля 2002                            | Англия                                     | 1:1                                        | —                                          | Товарищеский матч                          |
| 19                                         | 27 марта 2002                              | Испания                                    | 1:0                                        | —                                          | Товарищеский матч                          |
| 20                                         | 21 августа 2002                            | Норвегия                                   | 1:0                                        | —                                          | Товарищеский матч                          |
| 21                                         | 7 сентября 2002                            | Беларусь                                   | 3:0                                        | 1                                          | Чемпионат Европы 2004 (отбор)              |
| 22                                         | 16 октября 2002                            | Австрия                                    | 3:0                                        | —                                          | Чемпионат Европы 2004 (отбор)              |
| 23                                         | 20 ноября 2002                             | Германия                                   | 3:1                                        | 1                                          | Товарищеский матч                          |

Итого: 23 матча / 9 голов; 14 побед, 8 ничьих, 1 поражение.

## Достижения

### Командные
Боавишта
- Обладатель Кубка Португалии: 1996/97
- Обладатель Суперкубка Португалии: 1997

Атлетико Мадрид
- Финалист Кубка Испании: 1999/00

Челси
- Обладатель Суперкубка Англии: 2000
- Финалист Кубка Англии: 2001/02

Мидлсбро
- Финалист Кубка УЕФА: 2006

Кардифф Сити
- Финалист Кубка Англии: 2007/08

### Личные
- Лучший бомбардир чемпионата Англии: 1999, 2001